# Universidade de Tecnologia do Texas
A Universidade de Tecnologia do Texas, muitas vezes referida como Texas Tech ou TTU, é uma universidade pública e de pesquisas, sediada em Lubbock, Texas, Estados Unidos.
Fundada em 10 de fevereiro de 1923, e originalmente conhecida como Faculdade de Tecnologia do Texas, é a instituição líder do Sistema Tecnológico das Universidades de Texas e tem o corpo discente a sexta maior no Estado do Texas. Com 1.839 hectares (7,44 km²), tem o segundo maior campus contíguas nos Estados Unidos e é a única escola no Texas para abrigar uma instituição de graduação, Faculdade de Direito e Faculdade de Medicina, no mesmo local.
A universidade oferece cursos em mais de 150 cursos de estudo através de 13 faculdades e hospeda 60 centros de pesquisa e institutos. A Universidade de Tecnologia de Texas concedeu mais de 200.000 turmas desde 1927, incluindo mais de 40.000 diplomas de graduação e profissional. A Fundação Carnegie Texas Tech classifica como sendo "a atividade de investigação de alta". Os projetos de investigação nas áreas de epidemiologia, potência pulsada, informática, nanofotônica, e a energia eólica são alguns dos mais proeminentes na universidade.